# Horst von Wolff
Pour les articles homonymes, voir Wolf.
Horst von Wolf, né le 26 juillet 1886 à Rosenberg (province de Silésie) et mort le 9 octobre 1941 à Voronka (ru) (région de Kalouga), est un militaire allemand qui fut commandant sous le Troisième Reich et major général de la Wehrmacht en 1940.   

## Biographie
Commandant pendant le Troisième Reich, Horst von Wolf obtient le grade de major général dans la Wehrmacht en 1940. Il a reçu la médaille Pour le Mérite en 1917 et la Croix de chevalier de la croix de fer à titre posthume en 1941.